# Ariosto Herrera
Daniel Ariosto Herrera Ramírez (Santiago, 21 de julio de 1892-Quintero, 7 de agosto de 1952) fue un militar chileno. Tras su retiro del ejército, protagonizó en 1939 el «Ariostazo», un golpe de Estado fallido en contra del entonces presidente Pedro Aguirre Cerda.

## Biografía
Hijo del General Alberto Herrera Ladrón de Guevara y Ercilia Ramírez Medina, descendiente de Eleuterio Ramírez. Casado con Eugenia Ponisio Herrera.
Realizó sus estudios en el Instituto Nacional. En 1907 ingresa a la Escuela Militar de donde egresa con el rango de Teniente 2.º en 1912, siendo destinado al Regimiento Buin.
Con el rango de coronel, fue director de la Academia de Guerra entre junio de 1933 a marzo de 1936. En 1936 fue agregado militar de la embajada de Chile en Italia en la época de mayor esplendor de Benito Mussolini. En 1938 fue ascendido a General de Brigada.

## El Ariostazo y reclusión
El 21 de mayo de 1939, Ariosto Herrera como Comandante de la II División del Ejército, dirigía un desfile frente las autoridades frente al Palacio de La Moneda. Ya con las tropas formadas, el General se percata de un hombre trepado en una de las ventanas del edificio de gobierno, quien agitaba un paño rojo «a guisa de bandera». Ante este hecho, y previo el desfile «se adelantó y con su propia mano arrancó el símbolo comunista».
Ante este hecho, el gobierno relevó del mando al general Herrera, estimulando a los amigos y seguidores de Carlos Ibáñez del Campo para convencerlo de realizar un golpe de Estado contra el Gobierno de Aguirre Cerda, y permitir que el tomara el poder. Después de dos meses de presiones, se lleva a cabo el fallido intento de golpe conocido como el Ariostazo.
Herrera ingresó al Regimiento Tacna y trato de sublevar a los oficiales. Ante la indiferencia de los efectivos su movimiento fue rápidamente reprimido y fue arrestado junto a otros oficiales revoltosos. Ariosto Herrera fue condenado a 20 años de confinamiento en Asunción (Paraguay) y a la inhabilitación absoluta y perpetua para cargos y oficios públicos como autor del delito de rebelión militar. Regresó a Chile después de la muerte del presidente Aguirre Cerda.

## Historial militar
- 1907: Cadete de la Escuela Militar[4]
- 1912: Teniente 2.º de Infantería
- 1914: Teniente 1.º de Ejército
- 1919: Capitán
- 1925: Mayor
- 1930: Teniente coronel
- 1933: Coronel
- 1938: General de Brigada